# Ishigaki, Okinawa
Ishigaki (石垣市 (Thạch Viên thị) Ishigaki-shi, tiếng Yaeyama: Ishangya) là một thành phố thuộc tỉnh Okinawa, Nhật Bản. Địa phận thành phố trùm lên đảo Ishigaki và quần đảo Senkaku. Đây là trung tâm văn hóa, kinh tế, chính trị của quần đảo Yaeyama. Sân bay Tân Ishigaki đóng vai trò thông thương đường hàng không.
Tính đến tháng 12 năm 2012, dân số ước tính của thành phố là 48.816 người, mật độ dân số 213 người/ km². Tổng điện tích 229 km².

## Địa lý
Toàn đảo Ishigaki (222 kilômét vuông (86 dặm vuông Anh)) nằm dưới sự quản lý của chính quyền thành phố. Vây quanh đảo là rạn san hô. Điểm cao nhất là Omotodake (525,5 mét (1.724 ft)).
Quần đảo Senkaku không người nằm cách đảo Ishigaki 150 kilômét (93 mi) về phía bắc. Quần đảo Senkaku có diện tích chừng 6,3 kilômét vuông (2,4 dặm vuông Anh).

## Thư viện ảnh

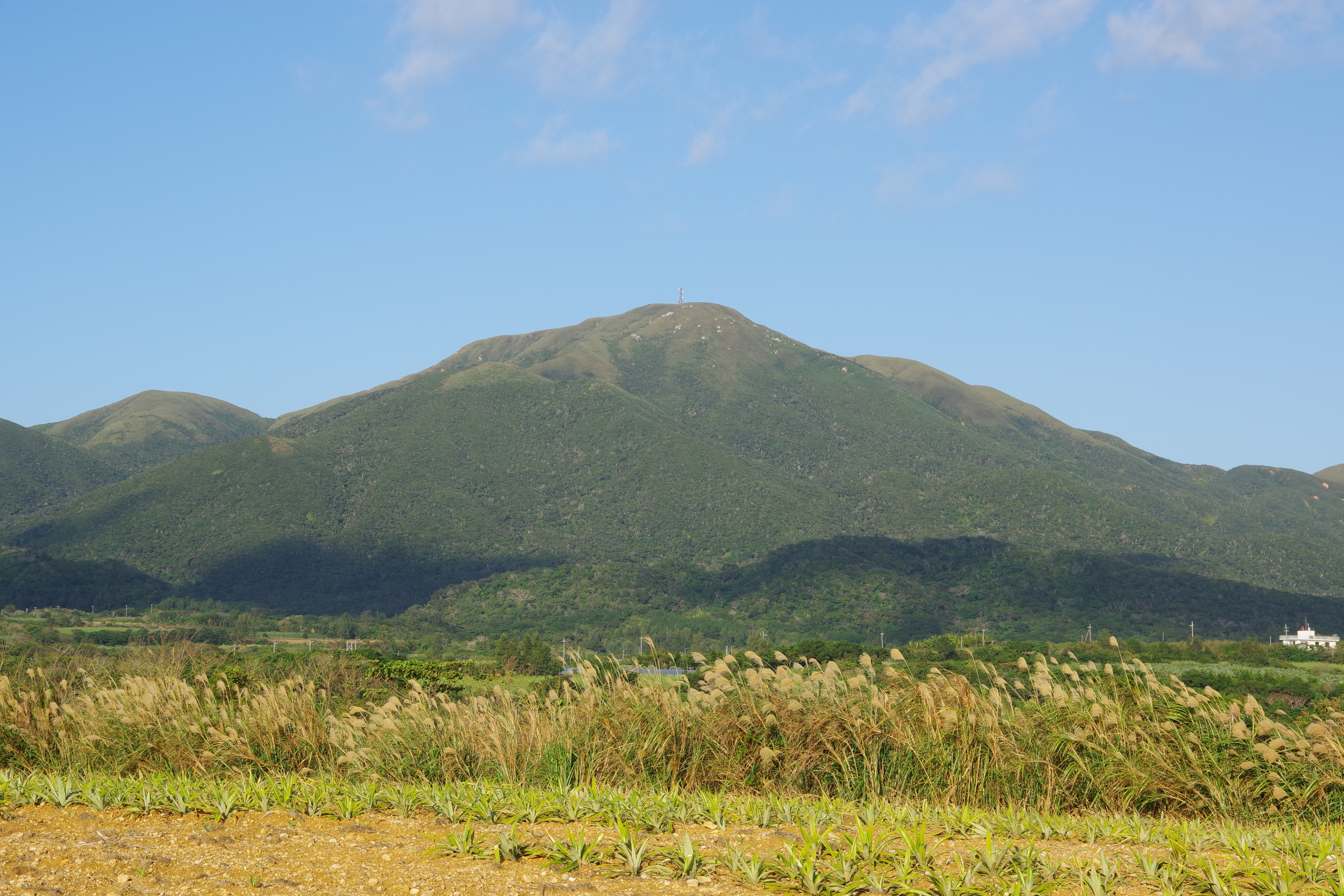
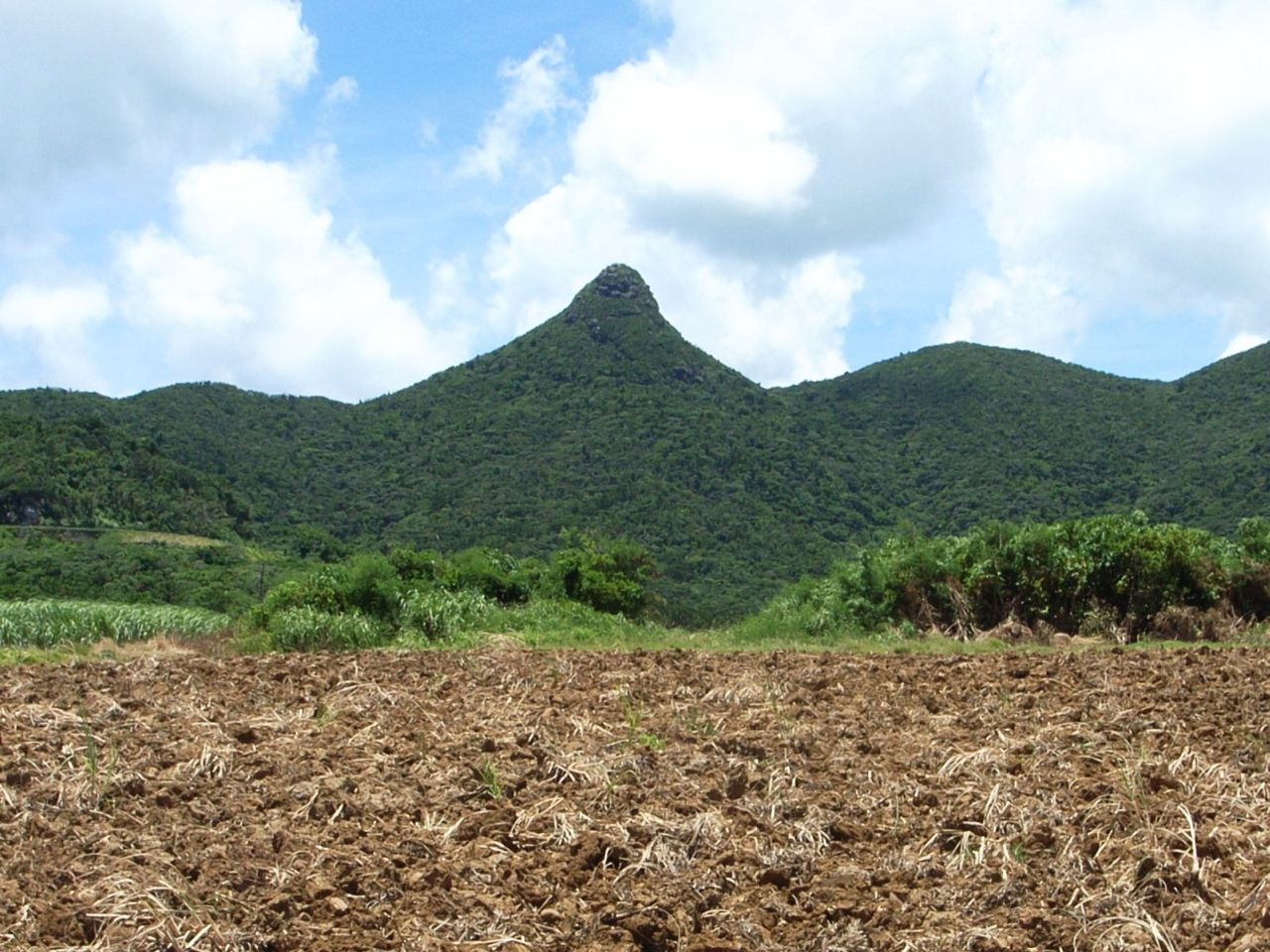
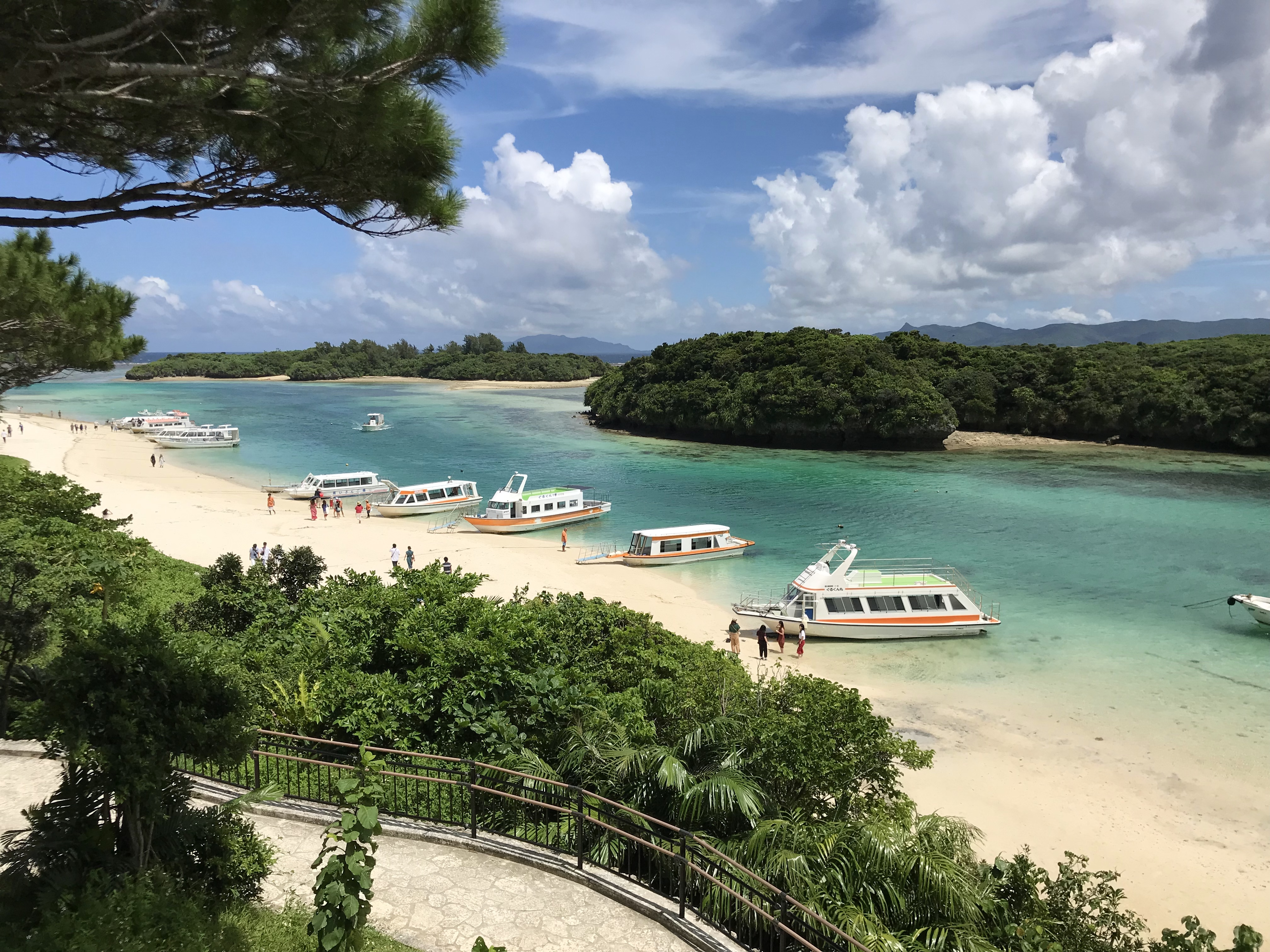
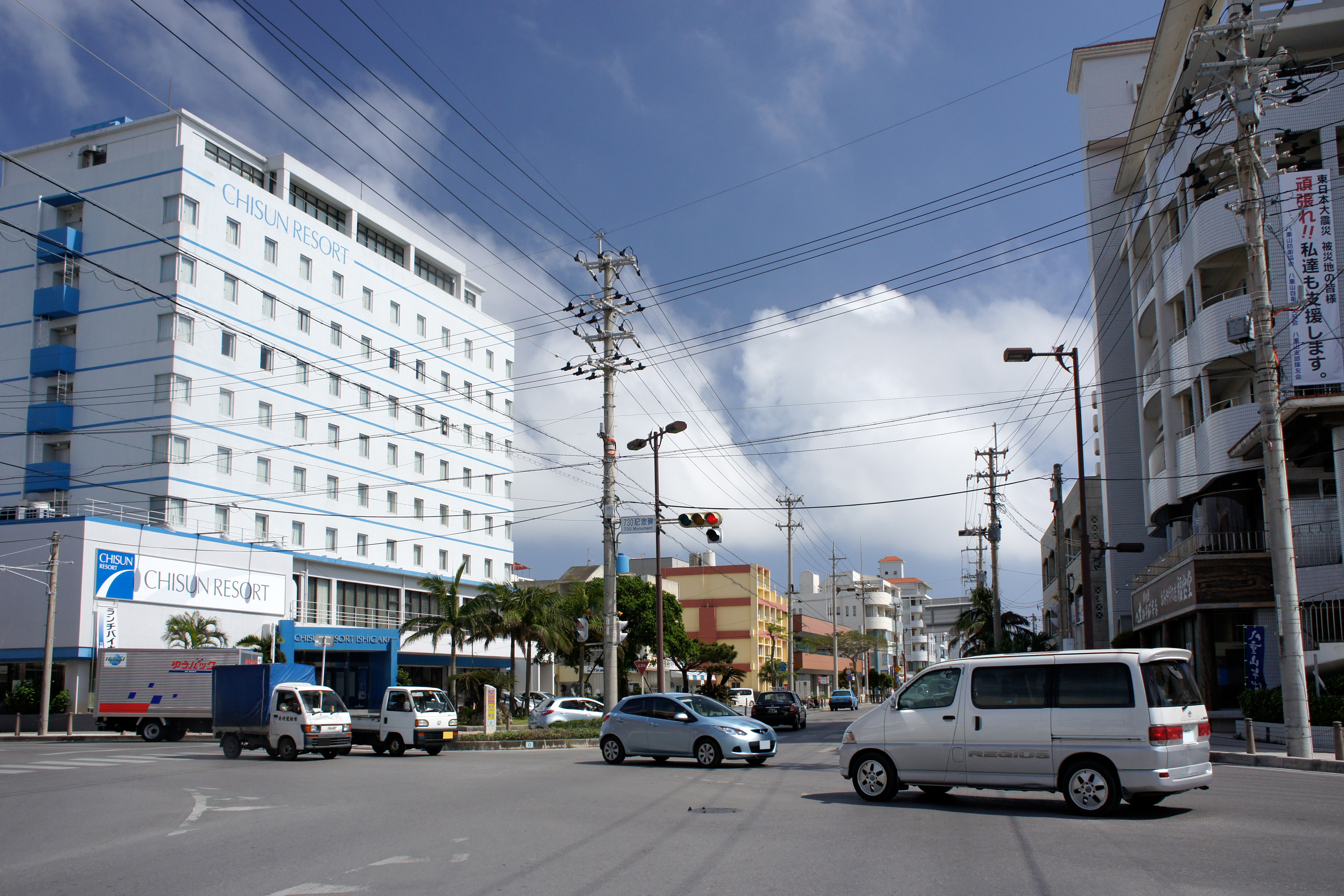
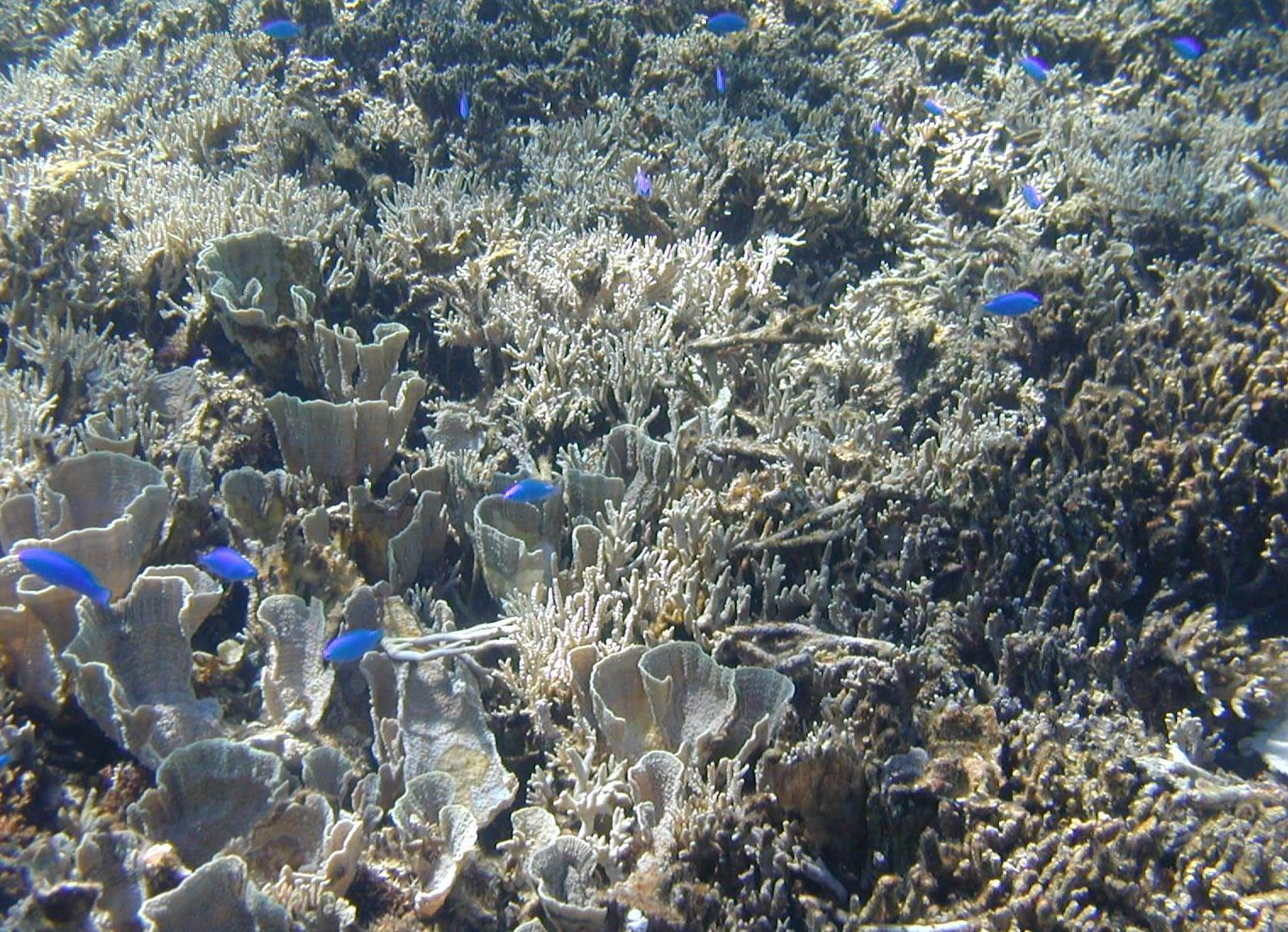
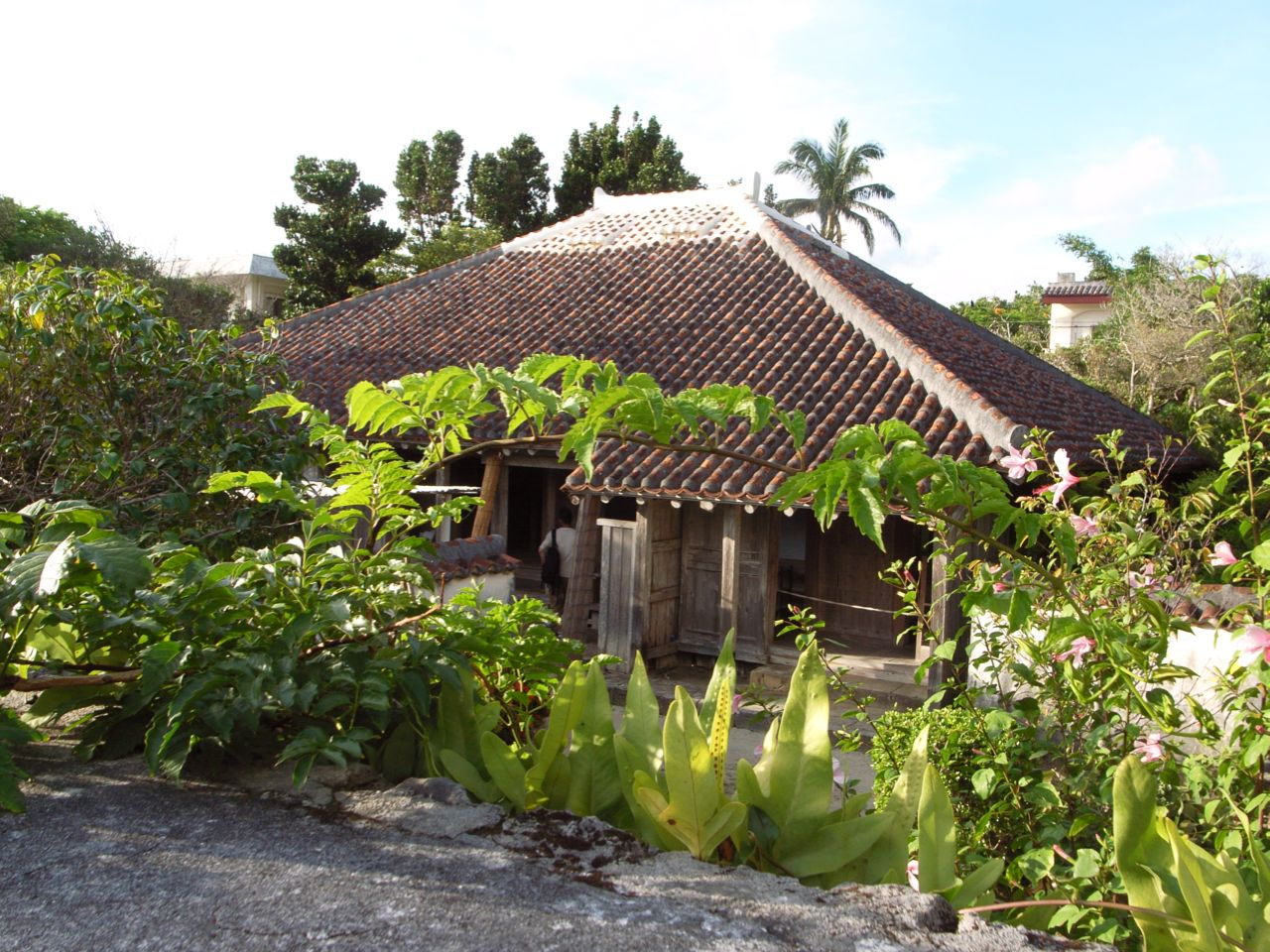
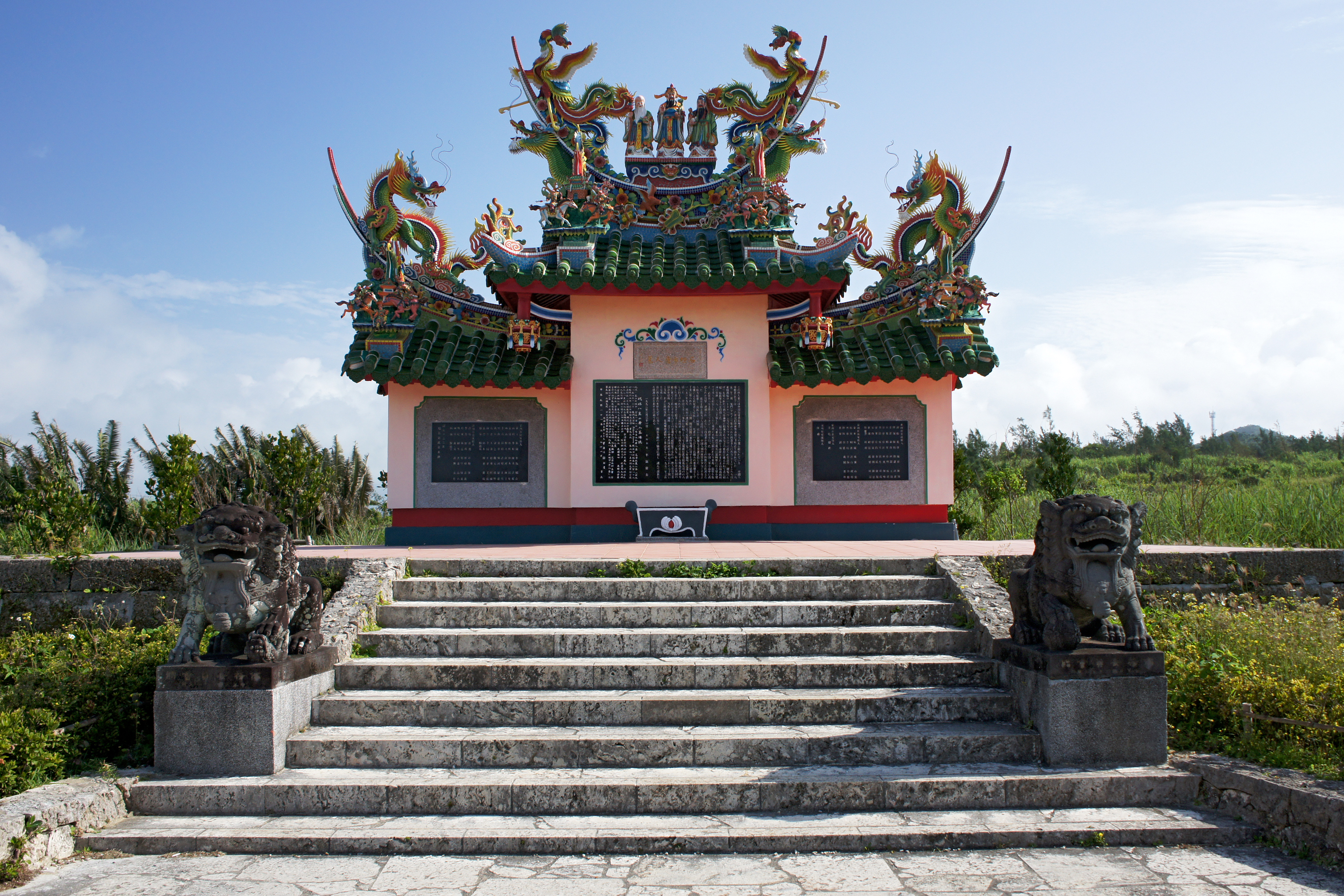
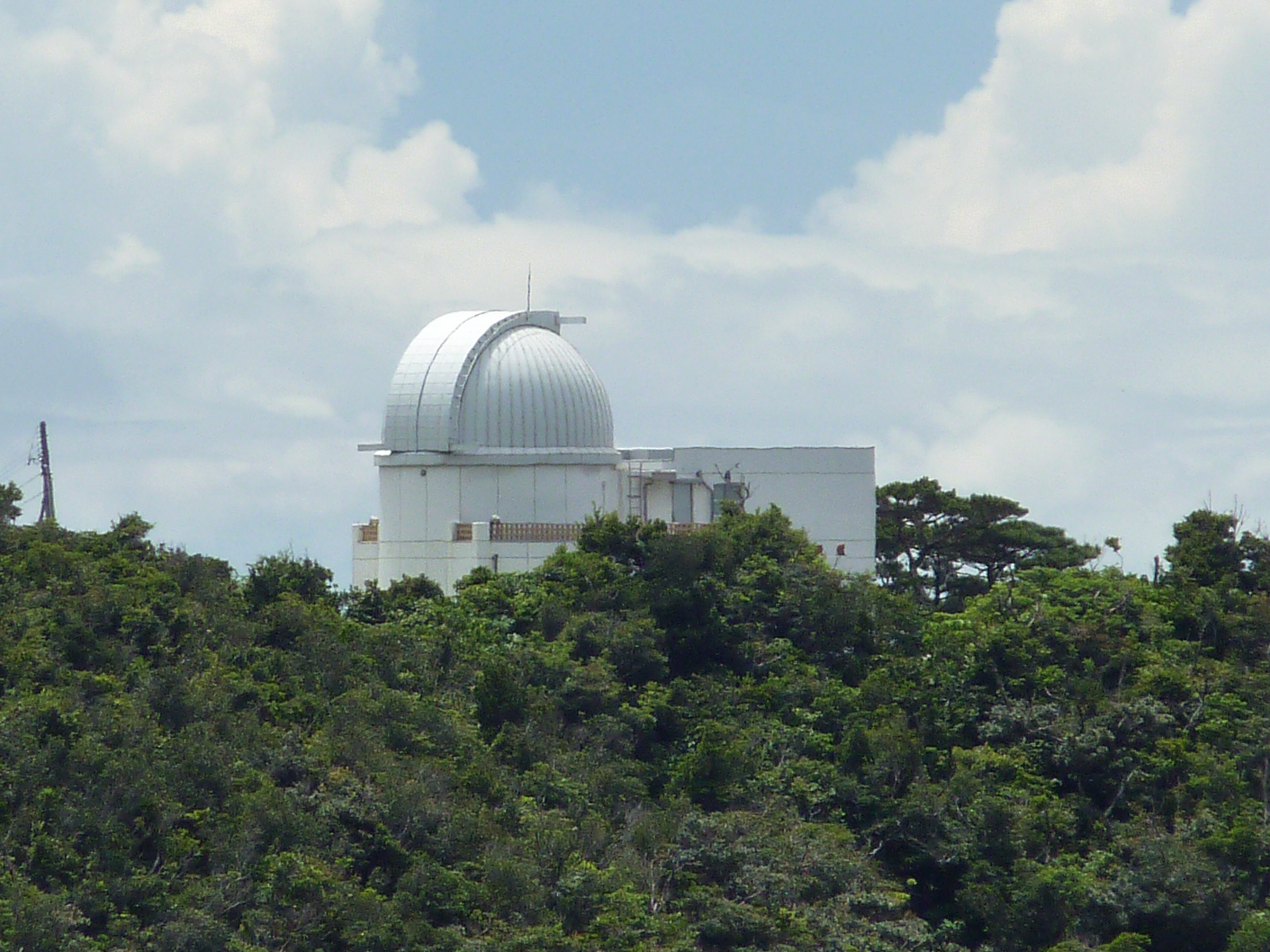